# Мерсер (округ, Иллинойс)
Ме́рсер (англ. Mercer County) — округ в США, штате Иллинойс. Официально образован 13 января 1825 года. По состоянию на 2010 год, численность населения составляла 16 434 человека. Получил своё название в честь американского военного деятеля и врача Хью Мерсера.

## География
По данным Бюро переписи США, общая площадь округа равняется 1 472,9 км², из которых 1 453,5 км² — суша, и 19,4 км², или 1,32 % — это водоёмы.

## Население
По данным переписи населения 2000 года в округе проживает 16 957 жителей в составе 6624 домашних хозяйств и 4915 семей. Плотность населения составляет 12,00 человек на км2. На территории округа насчитывается 7109 жилых строений, при плотности застройки около 5,00-ти строений на км2. Расовый состав населения: белые — 98,37 %, афроамериканцы — 0,29 %, коренные американцы (индейцы) — 0,12 %, азиаты — 0,17 %, гавайцы — 0,01 %, представители других рас — 0,35 %, представители двух или более рас — 0,68 %. Испаноязычные составляли 1,27 % населения независимо от расы.
В составе 32,10 % из общего числа домашних хозяйств проживают дети в возрасте до 18 лет, 63,50 % домашних хозяйств представляют собой супружеские пары, проживающие вместе, 7,20 % домашних хозяйств представляют собой одиноких женщин без супруга, 25,80 % домашних хозяйств не имеют отношения к семьям, 22,80 % домашних хозяйств состоят из одного человека, 11,60 % домашних хозяйств состоят из престарелых (65 лет и старше), проживающих в одиночестве. Средний размер домашнего хозяйства составляет 2,53 человека, и средний размер семьи — 2,96 человека.
Возрастной состав округа: 24,80 % — моложе 18 лет, 7,30 % — от 18 до 24, 26,60 % — от 25 до 44, 25,40 % — от 45 до 64, и 25,40 % — от 65 и старше. Средний возраст жителя округа — 40 лет. На каждые 100 женщин приходится 96,90 мужчин. На каждые 100 женщин старше 18 лет приходится 94,20 мужчин.
Средний доход на домохозяйство в округе составлял 40 893 USD, на семью — 47 192 USD. Среднестатистический заработок мужчины был 35 138 USD против 22 227 USD для женщины. Доход на душу населения составлял 18 645 USD. Около 5,80 % семей и 7,80 % общего населения находились ниже черты бедности, в том числе — 10,00 % молодежи (тех, кому ещё не исполнилось 18 лет) и 8,40 % тех, кому было уже больше 65 лет.